# Milano Calcio a 5 2017-2018
Questa pagina raccoglie i dati riguardanti il Milano Calcio a 5, squadra di calcio a 5 militante in serie A, nelle competizioni ufficiali del 2017-2018.

## Trasferimenti

### Sessione estiva
| Julio Delgado | Gáldar           |
| Matej Horvat  | Alumnus Zagabria |
| Fabrício Urio | Policoro         |
| Sadat Ziberi  | Dinamo Zagabria  |

| André Fantecele | Real Cefalù         |
| Juanpe          | svincolato          |
| Luciano Mendes  | Ciampino Anni Nuovi |
| Paolo Murdaca   | Palaextra           |

### Sessione invernale
| Christian Luft | svincolato |

| Julio Delgado               | Gáldar         |
| Gabriele Migliano Minazzoli | Real Cornaredo |

## Organico

### Prima squadra
| N° | Naz.                                   | Ruolo | Sportivo                    | Anno     |  |  |
| -- | -------------------------------------- | ----- | --------------------------- | -------- |  |  |
| 1  | Italia (bandiera)                      | POR   | Davide Mauri                | 09.06.94 |  |  |
| 4  | Italia (bandiera)                      | LAT   | Marco Peverini              | 14.08.95 |  |  |
| 5  | Italia (bandiera)                      | PIV   | Matteo Gargantini           | 10.08.96 |  |  |
| 7  | Macedonia (bandiera)                   | LAT   | Sadat Ziberi                | 29.08.93 |  |  |
| 8  | Italia (bandiera)                      | PIV   | Marcello Esposito           | 07.09.92 |  |  |
| 10 | Brasile (bandiera)                     | LAT   | Leandrinho                  | 04.11.86 |  |  |
| 11 | Italia (bandiera)                      | UNI   | Luca Peverini               | 06.11.90 |  |  |
| 12 | Croazia (bandiera)                     | PIV   | Matej Horvat                | 30.01.94 |  |  |
| 13 | Italia (bandiera)                      | POR   | Tiziano Ghisleni            | 08.02.73 |  |  |
| 14 | Spagna (bandiera)                      | PIV   | Julio Delgado               | 07.04.83 |  |  |
| 15 | Brasile (bandiera) · Italia (bandiera) | DIF   | Fabrício Urio               | 27.01.89 |  |  |
| 17 | Brasile (bandiera)                     | LAT   | Alan Patrick De Oliveira    | 07.09.84 |  |  |
| 18 | Italia (bandiera)                      | LAT   | Roberto Carabellese         | 07.05.93 |  |  |
| 19 | Italia (bandiera)                      | LAT   | Andrea Cuomo                | 19.05.92 |  |  |
| 21 | Brasile (bandiera)                     | LAT   | Christian Luft              | 18.02.85 |  |  |
| 21 | Italia (bandiera)                      | PIV   | Gabriele Migliano Minazzoli | 11.11.91 |  |  |
| 22 | Italia (bandiera)                      | POR   | Fabio Tondi                 | 24.11.93 |  |  |

### Under-19
| N° | Naz.              | Ruolo | Sportivo         | Anno     |  |  |
| -- | ----------------- | ----- | ---------------- | -------- |  |  |
| ?  | Italia (bandiera) | PIV   | Yesak Brioschi   | 24.03.98 |  |  |
| ?  | Italia (bandiera) | POR   | Mostafa Mohamed  | 31.07.97 |  |  |
| ?  | Italia (bandiera) | DIF   | Antonio Pugliese | 12.11.97 |  |  |
| ?  | Italia (bandiera) | LAT   | Fabian Santagati | 06.12.01 |  |  |